# Kościół Pamięci Królowej Luizy w Zabrzu
Kościół Pamięci Królowej Luizy w Zabrzu – kościół ewangelicko-augsburski w Zabrzu, w dzielnicy Zaborze. Istniał w latach 1905–1977.

## Historia
W wyniku szybkiego wzrostu liczby mieszkańców wyznania ewangelickiego w należącej do parafii ewangelickiej w Zabrzu miejscowości Zaborze, w 1901 podjęta została decyzja o budowie na terenie tej wsi kościoła filialnego.
W 1903 przystąpiono do prac budowanych, ukończonych w 1905. Nowa świątynia w Zaborzu została poświęcona 2 lipca 1905 jako Kościół Pamięci Królowej Luizy (niem. Königin-Luise Gedächtnis-Kirche). Powstał on przy Brojastraße (współcześnie ul. Józefa Lompy), pomiędzy Kaiser Wilhelmstraße (ul. Racławicka) i Albrechtstraße (ul. Ścieżka Górnicza), nieopodal kopalni „Królowa Luiza Wschód”.
Kościół został zaprojektowany przez Rudolfa Schmidta z Gery i wykonany przez firmę mistrza budowlanego Wilhelma Silbera (juniora) z Zabrza. Dzwony umieszczone w wieży świątyni zostały odlane przez zakład Franza Schillinga z Apolda. Posiadał 435 m² powierzchni oraz kubaturę 8.700 m³. Była to budowla murowana i w części podpiwniczona. Fundamenty kościoła zostały wykonane z kamienia łupanego, tak samo jak ściany boczne. Nawa główna kończyła się od zachodniej strony na prezbiterium, a po jej stronie wschodniej umieszczona została wieża o wysokości 46 metrów. Nawy boczne posiadały empory z drewnianymi stropami, połączone ze sobą emporami poprzecznymi.
W 1910 z uwagi na powstanie kościoła Królowej Luizy, parafia w Zabrzu została podzielona na dwa okręgi (Zabrze i Zaborze) z których każdy posiadał własnego proboszcza – do administracji nad Zaborzem powołane zostało stanowisko II proboszcza.
W wyniku bliskiego położenia w stosunku do kopalni, budynek narażony był na szkody górnicze. Pierwsze pęknięcia pojawiły się na nim około 1935. W latach 1954–1960 kościół został gruntownie wyremontowany i zabezpieczony przez kopalnię „Zabrze-Wschód”. Z powodu mocnego odchylenia od pionu, jego wieża została skrócona. Pomimo wprowadzonych zabezpieczeń, w latach 60. XX wieku komin centralnego ogrzewania kościoła uległ zawaleniu. Doprowadziło to do uszkodzenia dachu obiektu oraz jego wnętrza.
Z uwagi na stan techniczny budynku, parafia zrezygnowała z kościoła, oddając do niego klucze Miejskiej Radzie Narodowej w dniu 7 kwietnia 1970. Ostatnie nabożeństwo w kościele miało miejsce 17 maja 1970. Kamień węgielny z Kościoła Pamięci Królowej Luizy został wyjęty, a następnie umieszczony w ścianie Kościoła Pokoju w Zabrzu wraz z tablicą pamiątkowa.
6 lipca 1977 nieczynny budynek kościoła Królowej Luizy został wyburzony poprzez wysadzenie przez firmę „Energopol 2” z Siemianowic Śląskich.